# Hans-Günter Hoppe

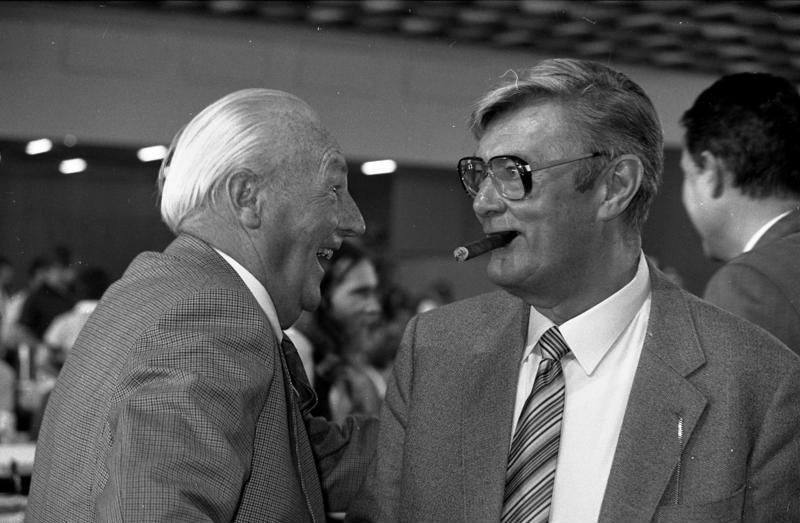
Hoppe (links) 1981 mit Willi Weyer

Hans-Günter Hoppe (* 9. November 1922 in Stettin; † 22. März 2000 in Berlin) war ein deutscher Politiker (FDP). Er war von 1963 bis 1967 Finanzsenator, anschließend bis 1971 Justizsenator von West-Berlin. Von 1972 bis 1990 war er Berliner Abgeordneter im Deutschen Bundestag und dort von 1975 bis 1987 stellvertretender Vorsitzender der FDP-Fraktion.

## Leben und Beruf
Er wurde als Sohn des Beamten Artur Hoppe und dessen Ehefrau Gertrud geboren und wuchs in Stettin auf, wo er am Stadtgymnasium 1940 sein Abitur ablegte. Nach dem Reichsarbeitsdienst war er ab 1941 Soldat der Wehrmacht. In der Endphase des Zweiten Weltkriegs geriet er im Ruhrkessel in französische, später amerikanische Kriegsgefangenschaft. Aus dieser entkam er und schlug sich nach Demmin in Vorpommern durch, wo er die Überlebenden seiner Familie wiederfand. Seine Mutter und Schwester waren unterdessen im Krieg gestorben.
Ab 1947 studierte er Rechts- und Staatswissenschaften an der Universität Rostock, wurde dort 1947 in den Studentenrat gewählt. 1949 wechselte er an die Freie Universität Berlin (FU). Nach der ersten juristischen Staatsprüfung arbeitete er an der Universitätsverwaltung, wurde FU-Direktor.

## Partei
1946 wurde er Mitglied der Liberal-Demokratischen Partei Deutschlands (LDP) und Hochschulreferent des Landesverbandes Mecklenburg. 1949 sollte er wegen „Aufwiegelung“ der Studenten gegen das SED-Regime verhaftet werden und flüchtete in den Westteil Berlins.
Dort wurde er Mitglied der FDP. Von 1961 bis 1971 war er stellvertretender Landesvorsitzender der Berliner FDP und Mitglied des FDP-Bundesvorstandes. Von 1977 bis 1987 war er Vertreter der FDP-Bundestagsfraktion im Präsidium der FDP.

## Abgeordneter und Senator
Er gehörte dem Berliner Abgeordnetenhaus von 1952 bis 1959 und von 1963 bis 1973 an. Von 1955 bis 1959 und von 1971 bis 1973 war er zudem Vizepräsident des Abgeordnetenhauses.
In zwei SPD/FDP-Koalitionen war Hoppe von 1963 bis 1967 Finanzsenator und von 1967 bis 1971 Justizsenator von Berlin.
1972 wechselte Hoppe in die Bundespolitik und gehörte als Berliner Abgeordneter bis 1990 dem Deutschen Bundestag an. Er war Mitglied des Haushaltsausschusses und des Ausschusses für innerdeutsche Beziehungen. Von 1975 bis 1987 war er stellvertretender FDP-Fraktionsvorsitzender. Er unterstützte die Entspannungspolitik der SPD/FDP-Koalition und warnte vor den Wachstumstendenzen öffentlicher Haushalte.
Hoppe gehörte dem Verwaltungsrat der Deutschen Siedlungs- und Landesrentenbank Bonn und dem Kuratorium der Deutschen Stiftung für Internationale Entwicklung (DSE) an. Bis 1998 war er stellvertretender DSE-Präsident.

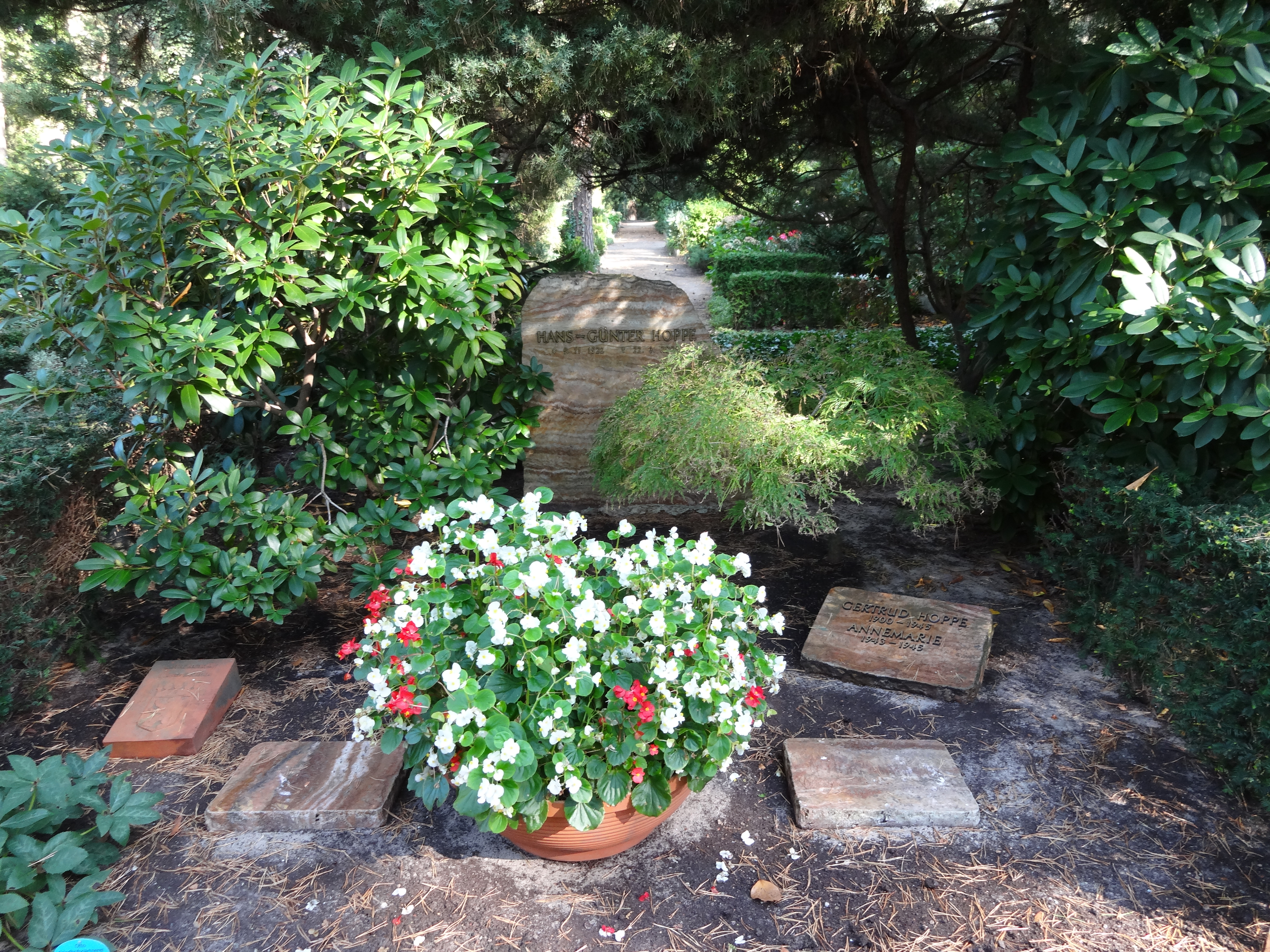
Grabstätte

Er ist auf dem Waldfriedhof Dahlem bestattet. (Feld 006-546) Sein Grab ist als Ehrengrab der Stadt Berlin gewidmet.

## Auszeichnungen
1990 wurde er mit dem Großen Verdienstkreuz mit Stern und Schulterband der Bundesrepublik Deutschland ausgezeichnet. 1993 verlieh ihm das Land Berlin die Würde eines Stadtältesten.

## Privates
Hoppe war mit der Apothekerin Annemarie Müller (1920–2017) verheiratet. Nach seinem Tod gründete seine Ehefrau die Annemarie- und Hans-Günter Hoppe-Stiftung an der Universität Rostock zur Förderung von Studium, Lehre und Forschung.